# Alberto Elli
Alberto Elli é um antigo ciclista profissional italiano. Nasceu em Giussano (Província de Monza e Brianza) a 9 de março de 1964. Foi profissional entre 1987 e 2002 ininterruptamente. Na actualidade trabalha como director desportivo da equipa japonêsa Team Nippo. Em 2014 passou a dirigir à equipa dinamarquêsa Christina Watches-Kuma.

## Palmarés
| - 1987 - 2.º no Campeonato da Itália em Estrada - 1992 - 1 etapa do Volta ao Luxemburgo - Hofbrau Cup, mais 1 etapa - 1993 - Milão-Vignola - Troféu Matteotti - 1994 - Boland Bank Tour - 1995 - 2 etapas da Euskal Bizikleta - Criterium dos Abruzzos - 1996 - 1 etapa da Euskal Bizikleta - Volta ao Luxemburgo, mais 1 etapa - Grande Prémio Cidade de Camaiore | - 1997 - Grande Prémio do Midi Libre - 1998 - 3.º no Campeonato da Itália em Estrada - Volta a Múrcia, mais 2 etapas - 1 etapa da Volta ao País Basco - 1999 - 3.º no Campeonato da Itália em Estrada - 2000 - Grande Prêmio da Valônia - Volta ao Luxemburgo - 1 etapa do Rapport Toer |

## Equipas
- Fanini (1987-1988)
- Ariostea (1989-1993)
- MG Maglificio-Technogym (1994-1996)
- Casino (1997-1998)
- Telekom (1999-2001)
- Index Alexia (2002)